# فابيان دوكينز
فابيان دوكينز (بالإنجليزية: Fabian Dawkins)‏ هو لاعب كرة قدم جامايكي، ولد في 7 فبراير 1981. شارك مع منتخب جامايكا لكرة القدم. أما مع النوادي، فقد لعب مع أتلانتا سيلفرباكس وإمباكت مونتريال.

## وصلات خارجية
- فابيان دوكينز على موقع قاعدة بيانات كرة القدم.إي يو (الإنجليزية)
- فابيان دوكينز على موقع ناشيونال فوتبول تيمز (الإنجليزية)